# EFQM-Modell
Das EFQM-Modell ist ein Managementmodell als Orientierungsrahmen für nachhaltige Transformation und Organisationsdiagnose. Die erste Fassung wurde 1988 von der European Foundation for Quality Management (EFQM) entwickelt. Nach einem Paradigmenwechsel in der Ausrichtung des Modells wurde 2020 eine neue Fassung veröffentlicht, die 2024 nochmals aktualisiert wurde. Die aktuell gültige Version ist das EFQM-Modell 2025.

EFQM-Modell (bis 2019)

## Grundlagen des EFQM-Modells
Seit über 35 Jahren fördert die EFQM positive Veränderungen, sie hat mehr als 50.000 Organisationen auf ihrem einzigartigen Weg begleitet. Die heutige Definition von Erfolg verlangt mehr als nur finanzielle Ergebnisse; sie fordert ein Engagement für eine nachhaltige Zukunft für alle.
Das EFQM-Rahmenwerk – das EFQM-Modell, die EFQM-Lernpfade und die Assess Base – unterstützt Organisationen dabei, ihren Weg zu nachhaltiger Leistung und nachhaltigen Ergebnisse durch Transformation und kontinuierliche Verbesserung zu beschreiten.
Das Grundmodell 2025 hat folgende Struktur:
- Ausrichtung (Why): Warum gibt es die Organisation? Welchen Zweck erfüllt sie? Welche Strategie?
- Realisierung (How): Wie beabsichtigt die Organisation, ihren Zweck und ihre Strategie zu verwirklichen?
- Ergebnisse (What): Was hat die Organisation tatsächlich erreicht? Was will sie morgen erreichen?

Durch die permanente Beachtung aller Prozesse werden Informationen über den aktuellen Stand, die kontinuierliche Verbesserung und künftige Trends erarbeitet. Das EFQM-Modell ist ein Werkzeug, das Hilfestellung für den Aufbau und die kontinuierliche Weiterentwicklung eines umfassenden Managementsystems gibt. Es soll helfen, eigene Stärken, Schwächen und Verbesserungspotenziale zu erkennen und die Unternehmensstrategie darauf auszurichten.

## Kriterien

### Struktur
Das erweiterte System unterscheidet neun Kriterien, die aus fünf Voraussetzungen (enablers) und vier Ergebniskriterien (results) bestehen. Sie werden jeweils für den Europäischen Qualitätspreis gewichtet:
| Voraussetzungen / Befähiger                | 50 % |
| ------------------------------------------ | ---- |
| 1. Führung                                 | 10 % |
| 2. Strategie                               | 10 % |
| 3. Mitarbeiter                             | 10 % |
| 4. Partnerschaften und Ressourcen          | 10 % |
| 5. Prozesse, Produkte und Dienstleistungen | 10 % |

| Ergebniskriterien                   | 50 % |
| ----------------------------------- | ---- |
| 6. Kundenbezogene Ergebnisse        | 15 % |
| 7. Mitarbeiterbezogene Ergebnisse   | 10 % |
| 8. Gesellschaftsbezogene Ergebnisse | 10 % |
| 9. Schlüsselergebnisse              | 15 % |

Jede dieser Gruppen ist in mehrere Teilkriterien aufgeschlüsselt.

### Befähiger-Kriterien

#### Führung
- Teilkriterium 1a: Führungskräfte entwickeln die Vision, Mission, Werte und ethischen Grundsätze und sind Vorbilder.
- Teilkriterium 1b: Führungskräfte definieren, überprüfen und verbessern das Managementsystem und die Leistung der Organisation.
- Teilkriterium 1c: Führungskräfte befassen sich persönlich mit externen Interessengruppen.
- Teilkriterium 1d: Führungskräfte stärken zusammen mit den Mitarbeitern der Organisation eine Kultur der Excellence.
- Teilkriterium 1e: Führungskräfte gewährleisten, dass die Organisation flexibel ist und Veränderungen effektiv gemanagt werden.

#### Strategie
- Teilkriterium 2a: Die Strategie beruht auf dem Verständnis der Bedürfnisse und Erwartungen der Interessengruppen und des externen Umfelds.
- Teilkriterium 2b: Die Strategie beruht auf dem Verständnis der eigenen Leistungen und Fertigkeiten.
- Teilkriterium 2c: Die Strategie und unterstützende Leitlinien werden entwickelt, überprüft und aktualisiert.
- Teilkriterium 2d: Die Strategie und die unterstützenden Leitlinien werden kommuniziert und durch Pläne, Prozesse und Zielsetzungen umgesetzt.

#### Mitarbeiter
- Teilkriterium 3a: Personalpläne unterstützen die Strategie der Organisation.
- Teilkriterium 3b: Das Wissen und die Fähigkeiten der Mitarbeiter werden entwickelt.
- Teilkriterium 3c: Mitarbeiter handeln abgestimmt, werden eingebunden und zu selbständigem Handeln ermächtigt.
- Teilkriterium 3d: Mitarbeiter kommunizieren wirkungsvoll in der gesamten Organisation.
- Teilkriterium 3e: Mitarbeiter werden belohnt, anerkannt und betreut.

#### Partnerschaften und Ressourcen
- Teilkriterium 4a: Partner und Lieferanten werden zu nachhaltigem Nutzen gemanagt.
- Teilkriterium 4b: Finanzen werden zum nachhaltigen Erfolg gemanagt.
- Teilkriterium 4c: Gebäude, Sachmittel und Material werden zur Unterstützung der Strategie nachhaltig gemanagt.
- Teilkriterium 4d: Technologie wird gemanagt, um die Realisierung der Strategie zu unterstützen.
- Teilkriterium 4e: Informationen und Wissen werden gemanagt, um die effektive Entscheidungsfindung zu unterstützen und um die Fähigkeiten der Organisation aufzubauen.

#### Prozess
- Teilkriterium 5a: Prozesse werden entwickelt und gemanagt, um den Nutzen für die Interessengruppen zu optimieren.
- Teilkriterium 5b: Produkte und Dienstleistungen werden entwickelt, um optimale Werte für Kunden zu schaffen.
- Teilkriterium 5c: Produkte und Dienstleistungen werden effektiv beworben und vermarktet.
- Teilkriterium 5d: Produkte werden erstellt, geliefert und gemanagt, um den laufenden Erfolg der Organisation zu sichern.
- Teilkriterium 5e: Kundenbeziehungen werden gemanagt und vertieft.

### Ergebniskriterien
Alle im Folgenden genannten Indikatoren und Wahrnehmungs-Kennzahlen sind Beispiele und nicht abschließend gültig!
Kundenbezogene Ergebnisse
- Indikatoren: (Beispiel) Reaktionszeit, Ausfallraten
- Wahrnehmung durch Zielgruppe: Erreichbarkeit und Qualität

Mitarbeiterbezogene Ergebnisse
- Indikatoren: Personalfluktuation und Mitwirkung in Verbesserungsteams
- Wahrnehmung durch Zielgruppe: Karrieremöglichkeiten und Chancengleichheit

Stakeholderbezogene Ergebnisse
- Indikatoren: Auszeichnungen, Sponsoring von sozialen oder ökologischen Projekten
- Wahrnehmung durch Zielgruppe: Image als Arbeitgeber und Transparenz

Schlüsselergebnisse
- Indikatoren: Durchlaufzeiten, Wert des intellektuellen Kapitals
- Wahrnehmung durch Zielgruppe: Rentabilität, Marktanteil

## Grundprinzipien 2003

Kernprozess

Kontinuierliche Verbesserung

Das Modell basiert auf acht Grundprinzipien:
Kundenorientierung
In den Zeiten gesättigter Märkte, intensiven Wettbewerbs und hoher Informationstransparenz steht der Kunde im Mittelpunkt des Interesses. Denn er entscheidet über den Markterfolg eines Produktes oder einer Dienstleistung. Die erbrachte Leistung der Unternehmung muss den Wünschen und Bedürfnissen der Kunden entsprechen, um dauerhaft erfolgreich am Markt agieren zu können. Nur über den Absatz von Dienstleistungen oder Produkten an Kunden kann die Unternehmung Umsätze generieren, ihre Ziele erreichen und weiterhin am Marktgeschehen teilnehmen. Dadurch ergeben sich folgende Vorteile:
- motivierte Mitarbeiter
- zufriedene Kunden
- Kundentreue und Kundenbindung
- Stärkung der Marktposition
- Langfristiger Erfolg der Organisation

Partnerschaft mit Lieferanten
Mit den Lieferanten sollte vertrauensvoll zusammengearbeitet werden. Die Leistungen der Zulieferer gehen als Input in den Produktionsprozess mit ein und wirken sich somit auf die Qualität des Endproduktes aus. Partnerschaften mit Zulieferunternehmungen können Unsicherheiten beseitigen, Preisvorteile erzielen und die Qualität der Vorleistungen erhöhen. Als Beispiel seien Just-in-time- und Just-in-sequence-Prozesse erwähnt, bei welchen in enger Zusammenarbeit die Lieferungen der Vorleistungen direkt und zeitgenau erfolgt und somit keine Lagerkosten beim Unternehmen nötig werden.
Mitarbeiterentwicklung und -beteiligung
Mitarbeiter sind regelmäßig fachlich, methodisch und in ihrem zwischenmenschlichen Verhalten zu schulen. Ihre Fähigkeiten müssen entdeckt, ausgebaut und eingesetzt werden. Entscheidungen für ihren Arbeitsbereich sollen sie selbst treffen und die dafür notwendige Information und Kompetenz erhalten. An Entscheidungen, die mittelbar ihren Arbeitsbereich beziehungsweise das ganze Unternehmen betreffen, sind sie umfassend zu beteiligen. Dies steigert die Motivation, Innovationsfähigkeit und Flexibilität. Hilfreich sind Jobenrichment, Jobenlargement, Jobsharing und Teilautonome Arbeitsgruppen.
Prozesse und Fakten
Prozesse werden verstanden und ständig verbessert. Sie haben einen Verantwortlichen, der Sorge dafür trägt, dass sein Prozess reibungslos und effizient abgearbeitet wird. Jeder Mitarbeiter ist aufgefordert seinen Beitrag einzubringen, dass die Prozesse beherrscht werden. Das Management beruht auf Zahlen, Daten und Fakten (ZDF).
Ständige Verbesserung und Innovationen
Kontinuierliche Verbesserung ist das Prinzip. Originelle, kreative Denkansätze werden gefördert. Untersuchungen (Benchmarking) werden verwendet, um sich Anregungen bei den Besten zu holen. Lernen ist die Grundvoraussetzung, um besser werden zu können. KVP (Kontinuierlicher Verbesserungsprozess) oder auch Kaizen (japanisch für „Veränderung zum Besseren“) ist eine innere Haltung und wird von jedem Mitarbeiter und jedem Team gelebt. Er betrifft die Prozesse, die Produkte und alle Beziehungen. Die Methode heißt PDCA-Zyklus. PDCA steht für Plan, Do, Check, Act.
Führen und Zielkonsequenz
Führen zu exzellenten Leistungen ist eine professionelle Tätigkeit. Führungskräfte prägen die Unternehmenskultur und tragen eine besondere Verantwortung für die Mitarbeiterzufriedenheit und für die Geschäftsergebnisse. Das Verhalten der Mitarbeiter stimmt mit den Werten der Organisation, der Politik und der Strategie überein.
Gesellschaftliche Verantwortung
Gesellschaftliche Anforderungen, Gesetze und Vorschriften werden erfüllt. Die Organisation und ihre Mitarbeiter verhalten sich ethisch einwandfrei.
Ergebnisorientierung
Langfristig können nur exzellente Ergebnisse erreicht werden, wenn die Interessen aller Beteiligten in einem ausgewogenen und fairen Verhältnis berücksichtigt werden.

## Grundprinzipien 2010

EFQM-Modell 2010

Im EFQM-Modell von 2010 wurden die grundlegenden Konzepte und die acht Grundprinzipien neu formuliert:
Ausgewogene Ergebnisse erzielen: Exzellente Organisationen erfüllen ihre Aufgabe durch ausgewogene Ergebnisse, die sowohl die langfristigen als auch die kurzfristigen Bedürfnisse ihrer Stakeholder befriedigen und, wenn es von Bedeutung ist, auch übertreffen.
Kundennutzen mehren
Exzellente Organisationen sind sich bewusst, dass ihr Daseinszweck in erster Linie durch ihre Kunden gesetzt ist. Für diese streben sie nach Erneuerung und Wertschöpfung, indem sie deren Bedürfnisse und Erwartungen verstehen und antizipieren.
Mit Vision, Inspiration und Integrität führen
Exzellente Organisationen haben Führungskräfte, die die Zukunft gestalten und verwirklichen, und die vorbildlich für Werte und Ethik einstehen.
Mittels Prozessen lenken
Exzellente Organisationen werden mittels strukturierter und strategisch ausgerichteter Prozesse gelenkt. Sie begründen ihre Entscheidungen auf Fakten, um ausgewogene und dauerhafte Ergebnisse zu erzielen.
Durch Menschen erfolgreich sein
Exzellente Organisationen achten ihre Mitarbeiter und schaffen eine Kultur der Verantwortung, damit persönliche Ziele und Ziele der Organisation in ausgewogenem Umfang erreicht werden.
Innovation und Kreativität fördern
Exzellente Organisationen mehren Wertschöpfung und Leistung durch beständige und systematische Erneuerung, indem sie sich die Kreativität ihrer Stakeholder nutzbar machen.
Partnerschaften aufbauen
Exzellente Organisationen erstreben, entwickeln und erhalten vertrauensvolle Beziehungen zu unterschiedlichen Partnern, um wechselseitigen Erfolg zu erzielen. Diese Partnerschaften können mit Kunden, der Gesellschaft, wichtigen Lieferanten, Bildungseinrichtungen oder Nicht-Regierungsorganisationen aufgebaut werden.
Verantwortung für eine nachhaltige Zukunft übernehmen
Exzellente Organisationen integrieren in ihre Kultur eine ethische Geisteshaltung, klare Werte und höchste Standards des Verhaltens als Organisation, um nach wirtschaftlicher, sozialer und ökologischer Nachhaltigkeit zu trachten.

## Grundprinzipien 2020
Seit November 2019 gilt ein überarbeitetes EFQM-Modell (2. überarbeitete Ausgabe 2021). Es wandelt sich von einem einfachen Bewertungsinstrument zu einem Instrument, das einen wichtigen Rahmen und eine Methodik bietet, um bei den Veränderungen, Transformationen und Umbrüchen zu helfen, denen Einzelpersonen und Organisationen tagtäglich ausgesetzt sind.

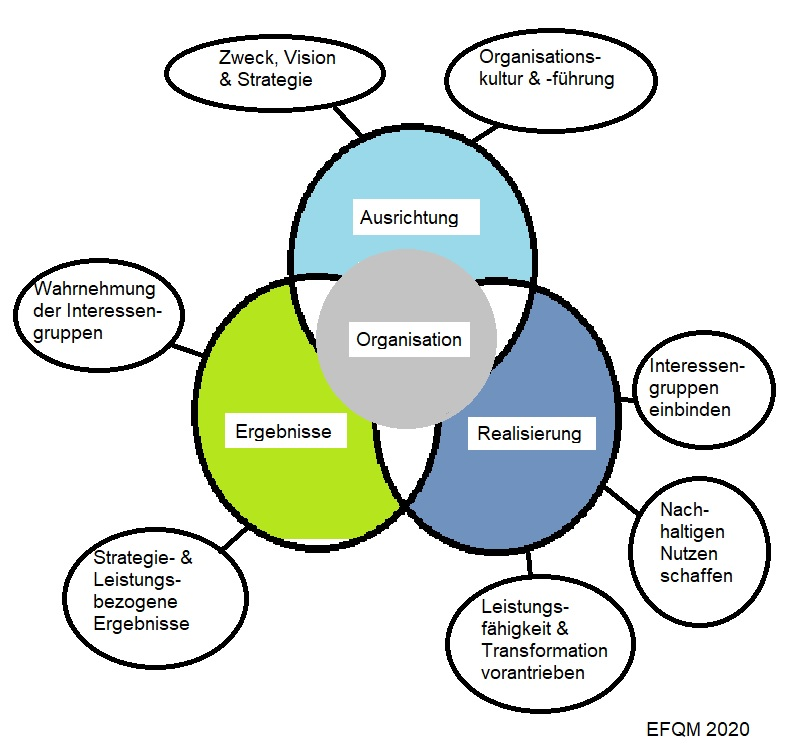
EFQM-Modell 2020

 Es basiert auf den drei Hauptkriterien:
- Ausrichtung (Vorgehen | Umsetzen | Bewertung & Verbesserung)
  - Zweck, Vision & Strategie
  - Organisationskultur & Organisationsführung
- Realisierung (Vorgehen | Umsetzen | Bewertung & Verbesserung)
  - Interessengruppen einbinden
  - Nachhaltigen Nutzen schaffen
  - Leistungsfähigkeit & Transformation vorantrieben
- Ergebnisse (Relevanz & Nutzen | Leistung)
  - Wahrnehmung der Interessengruppen
  - Strategie- & Leistungsbezogene Ergebnisse

Das EFQM-Modell 2020 würdigt die europäischen Grund- und Menschenrechtsgesetze, sowie die 17 Ziele für nachhaltige Entwicklung der UN Agenda 2030 (SDG). Die Überarbeitung enthält ergänzende Informationen zu Anwendungsbeispielen,
RADAR und Bewertungsprofilen.
RADAR ist ein Akronym:

Results (Ergebnisse)

Approaches (Vorgehensweisen)

Deployment (Umsetzung)

Assess (Bewerten)

Refine (Verbessern)

## Bewertung

### Selbstbewertung
Ein wichtiges Element des Modells ist die Selbstbewertung des Unternehmens. Dort sind in den folgenden neun Kriterien maximal 1000 Punkte erreichbar. 500 Punkte sind in den fünf Befähigern und 500 Punkte sind in den vier Ergebniskriterien erreichbar.
| Befähiger  | 1 | Führung                                 | 100 | 500 Punkte  |
| Befähiger  | 2 | Strategie                               | 100 | 500 Punkte  |
| Befähiger  | 3 | Mitarbeiter                             | 100 | 500 Punkte  |
| Befähiger  | 4 | Partnerschaften und Ressourcen          | 100 | 500 Punkte  |
| Befähiger  | 5 | Prozesse, Produkte und Dienstleistungen | 100 | 500 Punkte  |
| Ergebnisse | 6 | Kundenbezogene Ergebnisse               | 150 | 500 Punkte  |
| Ergebnisse | 7 | Mitarbeiterbezogene Ergebnisse          | 100 | 500 Punkte  |
| Ergebnisse | 8 | Gesellschaftsbezogene Ergebnisse        | 100 | 500 Punkte  |
| Ergebnisse | 9 | Schlüsselergebnisse                     | 150 | 500 Punkte  |
| Total      |   |                                         |     | 1000 Punkte |

Der Prozess der Selbstbewertung bietet den Vorteil, dass eine kritische Analyse innerhalb der eigenen Organisation stattfindet und die Bewertung aufgrund von Fakten anstelle von subjektiven Wahrnehmungen als Grundlage für Verbesserungen dienen kann.

### Committed to Excellence
Diese Auszeichnung erfordert eine Selbstbewertung, eine Priorisierung der Verbesserungspotentiale, daraus abgeleitet drei erfolgreich umgesetzte Verbesserungsprojekte. Anschließend wird das Unternehmen von einem „Assessor“ (so nennen sich die EFQM-Prüfer) besucht. Diese Stufe kostet 4.000 € – 6.000 €. Das Zertifikat ist zwei Jahre gültig.

### Recognized for Excellence
Diese Auszeichnung erfordert eine umfangreiche Selbstbewertung und eine Datenerhebung durch Assessoren oder durch einen Workshop von Assessoren und Bewerbern vor Ort.
Es gibt folgende Stufen:
| * * *     | >300 Punkte |
| * * * *   | >400 Punkte |
| * * * * * | >500 Punkte |

Diese Stufe kostet ab 11.000 €, je nach Größe des Unternehmens und nach Aufwand.

## Reifegrad
Anhand der Selbstbewertung kann der Reifegrad eines Unternehmens bezogen auf andere festgestellt werden. Unterschieden werden die drei Stufen: Anfänge, auf dem Weg und reife Organisation. Für jedes Grundkonzept ist beschrieben, wie ausgeprägt die Fähigkeiten und deren Umsetzung für jede Stufe sein müssen.
| Grundkonzept                                     | Anfänge                                                                       | auf dem Weg | reife Organisation |
| ------------------------------------------------ | ----------------------------------------------------------------------------- | --- | --- |
| ausgewogene Ergebnisse erzielen                  | Alle relevanten Interessengruppen sind identifiziert.                         | Die Bedürfnisse der Interessengruppen werden systematisch bewertet.                                                      | Es gibt transparente Vorgehensweisen, um die Erwartungen der Interessengruppen auszugleichen.                                                                     |
| Nutzen für Kunden schaffen                       | Kundenzufriedenheit wird bewertet.                                            | Ziele und Teilziele sind mit den Kundenbedürfnissen und -erwartungen verknüpft. Aspekte zur Loyalität werden untersucht. | Treibende Kräfte bzgl. Kundenzufriedenheitsbedürfnisse und Loyalitätsaspekten werden verstanden, gemessen und lösen Maßnahmen aus.                                |
| mit Vision, Inspiration und Integrität führen    | Vision und Mission sind formuliert.                                           | Politik, Mitarbeiter und Prozesse sind auf die Vision / Mission ausgerichtet. Es gibt ein Führungskonzept.               | Auf allen Organisationsebenen gibt es gemeinsame Werte und ethische Vorbilder.                                                                                    |
| Prozesse managen                                 | Die Prozesse zum Erzielen der gewünschten Ergebnisse sind definiert.          | Vergleichsdaten und -informationen werden verwendet, um herausfordernde Ziele zu setzen.                                 | Die Prozessfähigkeit wird voll verstanden und verwendet, um Leistungsverbesserungen voranzutreiben.                                                               |
| durch Mitarbeiter erfolgreich sein               | Die Mitarbeiter fühlen sich eigenverantwortlich für die Lösung von Problemen. | Die Mitarbeiter arbeiten innovativ und kreativ daran mit, die Ziele der Organisation zu unterstützen.                    | Die Mitarbeiter sind ermächtigt zu handeln und teilen offen Wissen und Erfahrung miteinander.                                                                     |
| Innovation und Kreativität fördern               | Verbesserungsmöglichkeiten sind identifiziert und Maßnahmen werden ergriffen. | Kontinuierliche Verbesserung ist ein anerkanntes Ziel für alle.                                                          | Erfolgreiche Innovation und Verbesserung ist weit verbreitet und integriert.                                                                                      |
| Partnerschaften aufbauen                         | Es gibt einen Prozess zur Auswahl und zum Managen von Lieferanten.            | Verbesserungen und Leistungen von Lieferanten werden erkannt und wichtige externe Partner wurden identifiziert.          | Die Organisation und ihre wichtigsten Partner sind voneinander abhängig – Pläne und Politik werden gemeinsam entwickelt und beruhen auf dem Austausch von Wissen. |
| Verantwortung für nachhaltige Zukunft übernehmen | Gesetzliche und behördliche Auflagen werden verstanden und eingehalten.       | Es gibt ein aktives Engagement für die Gesellschaft.                                                                     | Die Erwartungen der Gesellschaft werden gemessen und es werden Maßnahmen ergriffen.                                                                               |

## Auszeichnungen
Das EFQM-Modell bildet die Grundlage zur Vergabe vieler Qualitätspreise.
- Der EFQM-Excellence-Award (bis 2005 hieß er European Quality Award (EQA)) ist der europäische Qualitätspreis. Er erfordert eine 75-seitige Bewerbung und umfangreiche Besuche der Prüfer vor Ort beim Unternehmen. Der Preis wird jedes Jahr im November an die besten Unternehmen aus den Kategorien Großunternehmen, Organisationseinheiten, öffentlicher Sektor, und kleine und mittlere Unternehmen (<250 Mitarbeiter) vergeben. Es gibt einen Gewinner, zwei bis drei Preisträger und eventuell noch einen Finalisten.
- Der deutsche Ludwig-Erhard-Preis (ILEP) ist die deutsche Vorstufe zum EFQM-Excellence-Award.
- Der schweizerische ESPRIX Swiss Award for Excellence ist die schweizerische Vorstufe zum EFQM-Excellence-Award.
- Der österreichische Staatspreis Unternehmensqualität zeichnet Organisationen für die konsequente Verfolgung der Excellence-Prinzipien aus. Er wird an österreichische Unternehmen im Profit- und Non-Profit-Bereich in folgenden Kategorien ausgeschrieben: Großunternehmen mit mehr als 250 Mitarbeitern, kleine und mittlere Unternehmen (KMU) mit bis zu 250 Mitarbeitern, Unternehmensbereiche und Tochterunternehmen mit begrenzter Eigenständigkeit sowie Non-Profit-Organisationen.